# Germanus von Man
Germanus von Man war im 5. Jahrhundert Bischof der Isle of Man und wird als Heiliger der Church of England verehrt. Sein Gedenktag ist der 3. oder der 13. Juli.

## Vita
Über das Leben des Heiligen, der oft mit dem hl. Germanus von Auxerre verwechselt wird, ist nicht viel bekannt. Gemäß der Überlieferung wurde Germanus wahrscheinlich um das Jahr 410 in der Bretagne geboren; von dort soll er nach Irland gegangen sein, um den hl. Patrick zu treffen, der möglicherweise sein Onkel war. Später ging er nach Wales, wurde aber von Patrick zum Bischof der Insel Man ernannt. Angeblich starb er in der Normandie.

## Verehrung und Darstellungen
Im Jahr 2012 wurde im Norden der Insel Man ein spätmittelalterliches Siegel mit einer lateinischen Inschrift gefunden, welche die Namen 'Germanus' und 'Patricius' erwähnt und von vielen als Zeugnis der langanhaltenden Verehrung des Heiligen gewertet wird.
Die Kathedrale von Peel auf der Insel Man trägt das Patrozinium des Heiligen. Mittelalterliche und neuzeitliche Darstellungen sind nicht bekannt.